# Congregacionalismo na Inglaterra
As origens do Congregacionalismo no Reino Unido estão no movimento puritano e nos separatistas ingleses.

## Puritanos e Separatistas
As reformas introduzidas na Igreja Anglicana a partir do reinado de Henrique VIII eram consideradas por muitos como insuficientes e em certos setores havia um claro sentimento de insatisfação e inconformismo e um desejo que a Igreja experimentasse uma reforma mais profunda, se tornar-se mais pura em sua vida, doutrina, governo e liturgia. Foram nessas circunstâncias que surgiram os puritanos, que queriam reformar a Igreja da Inglaterra, tornando-a mais pura, sem contudo deixá-la. Diferentemente dos puritanos, alguns grupos chamados de separatistas começaram a formar comunidades separadas da Igreja da Inglaterra.
As primeiras manifestações históricas de comunidades organizadas sob o regime de governo congregacional surgem entre os separatistas. Em 1561 apareceu uma confissão de fé com uma Exortação à Reforma da Igreja, defendendo que no governo que Jesus Cristo estabeleceu, com pastores, superintendes e diáconos, todos os verdadeiros pastores têm igual poder e autoridade, e por isso nenhuma igreja deve exercer qualquer autoridade ou governo sobre outras, e ninguém deveria exercer autoridade na Igreja se isso não lhe fosse conferido por meio de eleição. Richard Fytz é considerado o primeiro pastor de uma igreja desse tipo, entre os anos de 1567 e 1568, na cidade de Londres. Por volta de 1570 ele publicou um manifesto intitulado "As Verdadeiras Marcas da Igreja de Cristo".
Em 1580 Robert Browne, um clérigo anglicano que tornou-se separatista, junto com o leigo Robert Harrison organizaram em Norwich uma congregação cujo sistema era congregacionalista. Browne é tido como o primeiro teórico do Congregacionalismo.
Alguns separatistas que se destacam no período foram Henry Barrowe, John Greenwood e John Penry. Um marco importante no período foi a formação de uma congregação em Scrooby, um povoado próximo à Londres. A congregação se reunia na casa de William Brewster. Devido à perseguição religiosa, mudaram-se, assim como muitos outros puritanos e separatistas, para os Países Baixos, e estabeleceram-se na cidade de Leyden, onde escolheram John Robinson como seu pastor. Foi dessa congregação que partiram os Pais Peregrinos, que iniciaram a colonização da Nova Inglaterra.
Dentro do movimento puritano, os que defendiam o princípio da autonomia e independência das igrejas locais eram chamados de independentes. Henry Jacob é um dos primeiros independentes de que se há notícia. No ano de 1616, após retornar dos Países Baixos fundou uma congregação em Southwark.
No ano de 1658, os independentes ingleses, inspirados na Confissão de Fé de Westminster, produziram a Declaração de Savoy sobre Fé e Ordem. Declaração afirmava os princípios congregacionais de autonomia da Igreja local bem como a necessidade de relações fraternas entre essas igrejas locais. Vemos isso em trechos como os abaixo:
"O Senhor Jesus chama do mundo para a comunhão consigo, aqueles que lhe são dados por seu Pai…
Aos assim chamados… Ele manda que andem juntos em sociedades ou igrejas locais… A cada uma dessas igrejas assim reunidas… Ele deu todo aquele poder e autoridade, que são de qualquer maneira necessários para levar adiante a ordem no culto e na disciplina, que instituiu… Além dessas igrejas locais, não foi instituída por Cristo nenhuma igreja mais extensa… dotada de poder para… a execução de qualquer autoridade em Seu nome…  Está de acordo com a mente de Cristo, que muitas igrejas que mantém comunhão entre si, encontrem-se, mediante seus representantes, em sínodos ou concílios, para considerarem e aconselharem-se… Contudo, esses sínodos assim reunidos não são dotados de nenhum poder eclesiástico, propriamente dito, ou com qualquer jurisdição sobre as igrejas como tais, para exercer quaisquer censuras".
Após o Ato de Uniformidade de 1662, que obrigava o uso de Livro de Oração Comum e exigia a ordenação episcopal dos clérigos, cerca de 2.000 ministros puritanos se viram forçados a deixar a Igreja da Inglaterra. A partir de então os puritanos independentes formaram várias Igrejas Congregacionais.

## A União Congregacional da Inglaterra e do País de Gales
Durante o século XIX discutiu-se a formação de uma associação entre as igrejas congregacionais a fim de promover cooperação em áreas como a evangelização. Por isso, em 1831 foi formada a União Congregacional da Inglaterra e País de Gales.
Com o passar do tempo, a estrutura da União Congregacional foi se tornando mais centralizadora, até que em 1967 foi formada a Igreja Congregacional da Inglaterra e do País de Gales, termo que foi considerado por muitos como uma verdadeira contradição dos princípios congregacionalistas, pois, no Congregacionalismo não há uma Igreja Nacional, mas a igreja local é a uma igreja plena, independente de todas as outras igrejas, no seu trabalho e administração.
Algumas igrejas locais, não concordando com essa distorção do Congregacionalismo, formaram a Fraternidade Evangélica de Igrejas Congregacionais (Evangelical Fellowship of Congregational Churches - EFCC, em inglês), que reúne atualmente cerca de 125 igrejas no Reino Unido.

## A formação da Igreja Reformada Unida
A Igreja Congregacional da Inglaterra e País de Gales manteve conversações com a Igreja Presbiteriana, até que em 1972 essas duas denominações se fundiram e formaram a Igreja Reformada Unida da Inglaterra. No mesmo ano foi formado o órgão chamado Federação Congregacional (Congregational Federation - CF, em inglês), reunindo igrejas locais que não aderiram à fusão com a Igreja Presbiteriana. Hoje, a CF conta com cerca de 312 igrejas no Reino Unido.
Atualmente, além da EFCC e da CF há várias igrejas congregacionais que não estão filiadas a nenhum órgão associativo.